# Frente Nacional de Resistencia Popular
El Frente Nacional de Resistencia Popular (FNRP) es una organización social de Honduras surgida en respuesta al golpe de Estado del 28 de junio de 2009.

## Fundación

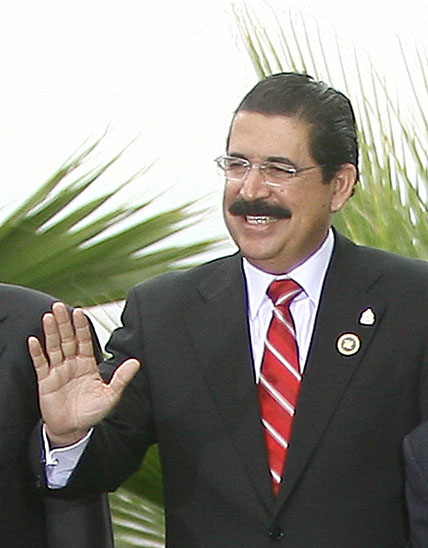
Manuel Zelaya, presidente de Honduras entre 2006 y 2009, principal ideólogo del FNRP.

Al conocerse que en Honduras el entonces presidente Manuel Zelaya fue retenido por militares y expatriado a Costa Rica, constituyendo un golpe de Estado, organizaciones sociales, simpatizantes del presidente, sectores populares, sindicales, progresistas, de la educación e incluso independientes que repudiaron el golpe de Estado, se fueron a las calles de Tegucigalpa a protestar contra el gobierno de facto que terminó de formarse en el Congreso Nacional de Honduras.
Mientras se desconocía el paradero del propio Zelaya y de miembros de su gabinete, más la clausura de medios de comunicación, en plena militarización, los sectores opuestos a lo que estaba sucediendo se fueron a las calles a protestar contra el golpe. Dichos sectores estaban listos para ir a votar por la encuesta propuesta por el presidente Zelaya, en la que se preguntaba si se estaba de acuerdo o no con que se instalase una cuarta urna el día de las elecciones generales, en la que el pueblo votaría si estaba de acuerdo o no con que se convocase una Asamblea Nacional Constituyente para la redacción de una nueva Carta Magna hondureña.
La oposición a tal iniciativa por parte de la derecha hondureña, motivada por intereses económicos, políticos y por el temor a las reformas políticas, económicas y sociales, llegó al punto de llevar al plano ideológico la propuesta de la Asamblea Nacional Constituyente, acusando al entonces presidente de tener planes continuistas involucrando al presidente de Venezuela, Hugo Chávez en la propuesta. Esta fue la forma en que justificaron el golpe, al cual le llamaron eufemísticamente "sucesión constitucional". Esta "sucesión" fue infructuosa, ya que la comunidad internacional y la Comisión de la Verdad nombrada por Porfirio Lobo calificaron como golpe de Estado los sucesos ocurridos el 28 de junio de 2009.
Posteriormente se conoció que funcionarios del gobierno constitucional se refugiaban en embajadas y que Zelaya se encontraba fuera del país, en la vecina Costa Rica.
El derrocado mandatario adelantó en una conferencia de prensa que lucharía por su restitución en el poder y negó su supuesta renuncia que leyó el Congreso Nacional de Honduras.
La voluntad de Zelaya por luchar contra su derrocamiento, más las protestas callejeras que se extendieron por todo el país, formaron el Frente Nacional contra el Golpe de Estado, lo que hoy conocemos cómo el FNRP.

## Manifestaciones y derechos humanos
En las protestas que fueron permanentes por casi la totalidad de los 7 meses que duró la administración de facto, el Frente Nacional contra el golpe de Estado denunció actos represivos por parte del régimen, siendo este señalado cómo violador de derechos humanos y de cometer crímenes de lesa humanidad contra la oposición política, siendo condenado el mismo en informes de comisiones internacionales y organizaciones de derechos humanos al punto que organizaciones no gubernamentales de defensa de los derechos humanos cómo ser el CODEH, CIPRODEH y el COFADEH han documentado las mismas y realizado las denuncias correspondientes, incluyendo a la Corte Penal Internacional (CPI).
El FNRP también denuncia asesinatos de activistas, siendo el más conocido y recordado el de Isy Obed Murillo acribillado por parte del ejército, cuándo el presidente Zelaya intentó retornar al país el 5 de julio del 2009, este apenas fue el segundo de muchos asesinatos, que ha denunciado el FNRP desde el golpe hasta la fecha realizados mediante el sicariato y la muerte de más de la treintena de periodistas desde el golpe hasta la fecha, asesinatos que están en la impunidad, y en que las autoridades justifican aprovechando el clima de inseguridad y violencia que vive el país.
Se conocieron además informes de la Comisión Interamericana de Derechos Humanos e incluso el mismo gobierno norteamericano ha reconocido el grave deterioro de los DD.HH del país producto del golpe de Estado.
Los medios de comunicación partidarios del golpe de Estado justifican el accionar policial aduciendo supuestos actos vandálicos, desalojo de vías públicas para permitir la libre locomoción y destrucción de propiedad privada por parte de los manifestantes acusación que rechaza el FNRP quien señala que sus protestas son pacíficas y considera que al aducir eso se busca excusar a la brutalidad policial contra los manifestantes, brutalidad que es reconocida por organismos nacionales e internacionales de derechos humanos, cómo por ejemplo Human Rights Now.

## No restitución del presidente Zelaya
Mientras el Frente Nacional contra el golpe de Estado estaba demandando el regreso de Zelaya y la convocatoria a una Asamblea Nacional Constituyente más las dificultades que tenían los medios de comunicación que apoyaban a la Resistencia para informar al país sobre lo que estaba sucediendo por la censura impuesta por el régimen el presidente Zelaya negoció su regreso al poder con los golpistas, a iniciativa del Departamento de Estado, con el acuerdo de San José del presidente de Costa Rica, Óscar Arias Sánchez el cual fue un fracaso rotundo ya que los golpistas no permitieron el regreso al poder del presidente constitucional, sumado a que el Congreso Nacional de Honduras ratificó el 2 de diciembre del 2009 el golpe de Estado, manteniendo la ruptura del orden constitucional.
El fracaso ocurrió a pesar de que Zelaya entró sorpresivamente al país el 21 de septiembre del 2009 buscando agilizar las negociaciones para culminar con la crisis, pero el régimen respondió ferozmente e incluso al siguiente día, lanzaron gases contra los manifestantes, acabando con la vida de la joven universitaria Wendy Ávila en el desalojo y también adentro de la sede diplomática de Brasil en dónde se refugió Zelaya, con simpatizantes y líderes del Frente de Resistencia, e incluso utilizaron armas sónicas contra los que se hospedaron en la sede diplomática.

## Elecciones generales del 2009 en gobierno de facto
En gran parte dicho acuerdo fracasó, debido a que el gobierno de Estados Unidos anunció que reconocería el resultado de las elecciones generales sin importar si José Manuel Zelaya Rosales volviera al poder, algo que efectivamente hicieron, y salió electo Porfirio Lobo en las mismas, quién autorizó un salvoconducto para que Zelaya pudiera salir de la embajada de Brasil sin ser detenido por las fuerzas de seguridad del Estado, por lo que Zelaya abandonó al país el 27 de enero del 2010 con una multitudinaria despedida de la Resistencia.
El Frente Nacional contra el Golpe de Estado, repudió las intenciones del gobierno de facto de realizar bajo su mandato las elecciones generales, ya que además de no cumplir con las condiciones, según su criterio, las elecciones tenían el trasfondo de consolidar al golpe de Estado, por lo que instruyó a sus seguidores a no votar, y muchos de los que optaban a cargos de elección popular y que simpatizaban por la Resistencia, presentaron sus renuncias a dichas aspiraciones.
Las elecciones al principio solo fueron reconocidas por unos pocos países, por lo que Porfirio Lobo tuvo que cabildear año y medio por los distintos países y organismos internacionales con el apoyo de Estados Unidos, para que le reconocieran su gobierno, los mismos le exigían a Lobo el regreso de Zelaya al país y que se le permitiese libremente hacer política, ya que entienden que las acusaciones contra el exmandatario tenían motivaciones políticas y estaban enmarcadas en el golpe de Estado.

## Surge el Frente Nacional de Resistencia Popular (FNRP)
Al no poder revertir el golpe de Estado el Frente cambió su nombre a Frente Nacional de Resistencia Popular, y en la administración Lobo Sosa continuó manifestándose y denunciando también al gobierno de Lobo exigiendo el cese de la persecución política y el retorno con garantías de Zelaya al país.
Luego de meses de espera y una larga lucha ya que el Ministerio Público y la Corte Suprema de Justicia impedían el regreso con garantías del exmandatario, se firmó el acuerdo de Cartagena de Indias que posibilitó el regreso de José Manuel Zelaya Rosales al país el 28 de mayo del 2011.
Sin embargo en el gobierno de Lobo, continúa la violencia en los desalojos por parte de la policía contra las manifestaciones del FNRP y se han dado múltiples asesinatos de miembros del FNRP y del partido LIBRE, siendo el que más ha impactado el del reconocido activista e icono de la Resistencia, Emmo Sadloo provocando la indignación y protestas del FNRP, quién hace suya la clásica expresión de Emmo, "el pueblo unido, jamás será vencido".

## Libertad y Refundación (LIBRE)
A su regreso al país, Zelaya anunció sus intenciones de crear un Frente Amplio de Resistencia Popular, aprobado por la Asamblea Extraordinaria del Frente Nacional de Resistencia Popular, iniciando así el nacimiento del brazo político del Frente Nacional de Resistencia Popular, partido que finalmente fue inscrito el 13 de marzo del 2012 con el nombre de Libertad y Refundación (LIBRE) con el cual buscará llegar al poder de la nación.
El Frente Nacional de Resistencia continúa denunciando la muerte de miembros activos y represión en las manifestaciones, ahora es un movimiento social que es la principal oposición al gobierno de Porfirio Lobo manifestándose en contra de muchas de sus decisiones, cómo ser por ejemplo la grave crisis del Bajo Aguán, la aprobación de las ciudades modelo, la Ley de empleos temporales, las concesiones de energía renovable, la nueva Ley de educación, entre otras decisiones del gobierno nacionalista. 
Este movimiento social también es una fuerza política, que mediante su brazo político, reivindica su demanda por la convocatoria a una Asamblea Nacional Constituyente y buscará el poder de la nación en las próximas elecciones.